# 長尾 (川崎市)
長尾（ながお）は、神奈川県川崎市多摩区の町名。現行行政地名は長尾1丁目から長尾7丁目で、住居表示実施済区域。面積は全域で1.145km2。

## 地理
多摩区の南東部に位置する。二ヶ領用水（新川）と府中街道（神奈川県道・東京都道9号川崎府中線）が域内を横断しており、これを境界として、北側の低地は「河内長尾」（こうちながお）と、南側の丘陵地帯は「谷長尾」（やとながお）という呼び名があり、新編武蔵風土記稿にも記されたほか、平成に至ってもなお通称として使われている。一帯は住宅地となっているが、観光目的の果樹園も残っている。また、2丁目にはかつて向ヶ丘遊園が所在したが閉園となり、跡地に藤子・F・不二雄ミュージアムが開設されたほか、残る山林やばら苑は生田緑地に組み込まれる計画となっている。
長尾は北端で宿河原と、東端で高津区上作延と、南端では宮前区の平・五所塚・神木本町と、西端では東生田と接している（特記のない町域は多摩区）。

### 地価
住宅地の地価は、2025年（令和7年）1月1日の公示地価によれば、長尾1丁目8-15の地点で24万5000円/m²となっている。

## 歴史
当地からは旧石器時代の石器や縄文・弥生時代の遺跡が発掘されるなど、古くから人が暮らしていた土地であり、平安時代の創建と伝わるほか、鎌倉時代には源頼朝の弟である全成が院主となった「威光寺」も所在していた（現存する妙楽寺は、威光寺の塔頭であった）。ただし、これらはすべて丘陵地帯（谷長尾）の側にあり、のちの河内長尾は多摩川の流路となっていた。
戦国時代には、北条氏康による印判状が「長尾百姓中」宛に出されたほか、「小田原衆所領役帳」にも「稲毛長尾村」の形で登場するなど、後北条氏の領地であった。その後、小田原征伐に先立ち、豊臣秀吉から「長尾村」などに禁制が出されている。
江戸時代の初期には旗本の村上氏・大河内氏・木造氏の三給の地となるが、のちに天領となっている。多摩川の流れが北へ移ったことで河内長尾の地が生まれ、二ヶ領用水も作られて新田開発もなされたが、もともと多摩川であった土地のため、氾濫にたびたび襲われた。農地としては田より畑が多かったが、谷あいに棚田も作られた。農産物としては穀物以外に、明和年間以降にサツマイモが作られ、幕末には養蚕が行われたが、寛永以降には貨幣経済に組み込まれ、農地の質入れや農間の余業として商工業に従事する農家も現れた。
明治時代にも当地は農地としてあり続けたが、都市化する東京の近郊として果樹栽培や酪農、都内向けの天然氷の生産、大正に入ってからは野菜作りも行われた。昭和に入り、小田急線の開通と共に向ヶ丘遊園も開設された。行政上は町村制の施行に合わせて向丘村の一部となり、のちに川崎市へと編入された。戦後には当地に宅地開発や東名高速道路の建設など、開発の波が押し寄せ、風景も一変していった。そんな中で遺跡も多数発見され、なかには東高根森林公園などのように保護される事例もあった。川崎市が政令指定都市に移行した際、当地はほかの旧向丘村域同様に高津区に所属したが、住民の希望により一部が多摩区へと編入され、同時に住居表示が施行された。これが現在の長尾であり、高津区に残された側は宮前区へ分区されるのと同時に住居表示が行われ、「長尾」の名は消滅している。

### 主な遺跡
- 下原（しもっぱら）遺跡[13] - 縄文時代中期・後期・晩期・弥生時代後期、古墳時代前期の集落跡。長尾７丁目、現在は東名高速道路となっている付近。
- 長尾台遺跡[14] - 縄文時代前期、弥生時代後期、古墳時代の住居跡。長尾６丁目ふじやま遺跡公園内。
- 五所塚と権現台遺跡[15] - 縄文時代中期・後期の集落跡と中世の信仰塚。現在は宮前区となった五所塚第１公園内。
- 東高根遺跡[16] - 弥生時代から古墳時代にかけての集落跡。現在は宮前区となった東高根森林公園内古代芝生広場。

### 地名の由来
詳しい由来は不明であるが、文字通り「長」い「尾」根に由来するものとも考えられている。「新編武蔵風土記稿」には「かつて『長岡村』と称した」、あるいは「長尾景虎が当地に来たことにちなむ」などが書かれているが、これらを裏付ける根拠も存在しない。
長岡村を長尾景虎にちなんで長尾村に改めたとの村人の言い伝えは、長尾景虎の行軍は永禄３年であり、永禄２年改訂の小田原御家人所領役帳に稲毛長尾村が登場するため、新編武蔵風土記稿の筆者も長尾景虎由来説は疑問と記述している。

### 新編武蔵風土記稿に登場する長尾村内の地名
『新編武蔵風土記稿』「長尾村」には、以下の地名が記述されている。
- 神木長尾、村の南の方。「近き頃土俗改めて谷長尾と呼べり」
- 河内長尾、村の北の方。

小名 
- 柳町、村の西 平村と地続き。
- 兵庫谷、谷長尾の内 等覚院のあたり。
- 下河原、村の北東 河内長尾の内。
- 富士ヶ谷、村の中央。
- 十三本原、村の東南 上作延村と地続。
- 池田、村の北 宿河原村との境。

雪が坂、村の西。
狐坂、村の東にあり。
大師穴、谷長尾にあり。

### 沿革
- 仁寿年間 - 威光寺の創建と伝わる。
- 1180年（治承4年） - 威光寺領の課役を免じる（吾妻鏡）。
- 1558年（永禄元年） - 北条氏康の印判状が「長尾百姓中」に出される。
- 1590年（天正18年） - 豊臣秀吉が当村など3ヶ村に禁制を出す。
- 1821年（文政4年） - 川崎宿の加助郷を務める[12]。
- 天保年間 - 江戸名所図会に「雪が坂」「妙楽寺」「大師穴」などが長尾村の名所として描かれる。[17] [18] [19]
- 1868年（明治元年） - 神奈川県の所属となる。
- 1874年（明治7年） - 大区小区制施行、当地は第5大区第6小区に属する。
- 1889年（明治22年） - 町村制施行にあわせ、長尾村など4村が合併して向丘村が成立。当地は向丘村大字長尾となる。
- 1908年（明治41年） - 村内の全社が長尾神社に合祀される。
- 1927年（昭和2年） - 向ヶ丘遊園が開園。
- 1936年（昭和11年） - 南端の一部（現在の宮前区神木の一部）が軍用地として接収される。
- 1938年（昭和13年） - 向丘村が川崎市に編入。川崎市長尾となる。
- 1951年（昭和26年） - 接収解除された軍用地が大字向ヶ丘となり、長尾から分離される。
- 1961年（昭和36年） - 宅地造成により、字東高根・西高根の各一部が五所塚一丁目の一部として分離される（現宮前区）[20]。
- 1966年（昭和41年） - 向ヶ丘遊園モノレールが開通し、当地に乗り入れる。
- 1968年（昭和43年） - 東名高速道路の東京 - 厚木間が開通。
- 1972年（昭和47年） - 川崎市が政令指定都市に移行。当地は高津区長尾となる。
- 1975年（昭和50年） - 一部が多摩区に編入され、上作延・宿河原・平・生田・五所塚の各一部を編入して[21]住居表示が実施される。多摩区長尾一丁目～七丁目となる。同時に、一部が宿河原に編入される[21]。
- 1982年（昭和57年） - 高津区から宮前区が分区。同時に長尾の未施行地域全域で住居表示が実施され、宮前区神木本町一丁目～五丁目となる。
- 2000年（平成12年） - 向ヶ丘遊園モノレールが老朽化により営業休止（翌年に正式廃止）。
- 2002年（平成14年） - 向ヶ丘遊園が閉園。
- 2011年（平成23年） - 向ヶ丘遊園の跡地に藤子・F・不二雄ミュージアムが開館。
- 2012年（平成24年） - ドラえもんを特別住民として登録（ドラえもん生誕前100年記念で特別住民票を交付）。
- 2014年（平成26年） - 長尾台コミュニティバス『あじさい号』本格運行開始。

### 町名の新旧対照
1975年（昭和50年）2月1日に住居表示が実施される前の町・字は、次のようになっていた。なお、特記のない場合、各丁目に含まれる施行前の字は、それぞれその一部である。
| 現町丁     | 施行前の町・字                                     |
| ---------- | -------------------------------------------------- |
| 長尾一丁目 | 長尾字新川、宿河原字参耕地                         |
| 長尾二丁目 | 長尾字西高根、生田字鴛鴦沼、平字高山、五所塚一丁目 |
| 長尾三丁目 | 長尾字西高根、長尾字東高根、五所塚一丁目           |
| 長尾四丁目 | 長尾字新川                                         |
| 長尾五丁目 | 長尾字新川                                         |
| 長尾六丁目 | 長尾字東高根                                       |
| 長尾七丁目 | 長尾字東高根、上作延字北原                         |

なお、この住居表示の実施と同時に、長尾字新川の一部が宿河原字参耕地・字四耕地へ編入されている。

## 世帯数と人口
2025年（令和7年）6月30日現在（川崎市発表）の世帯数と人口は以下の通りである。
| 丁目      | 世帯数    | 人口    |
| --------- | --------- | ------- |
| 長尾1丁目 | 852世帯   | 1,479人 |
| 長尾2丁目 | 556世帯   | 959人   |
| 長尾3丁目 | 239世帯   | 489人   |
| 長尾4丁目 | 747世帯   | 1,514人 |
| 長尾5丁目 | 996世帯   | 1,844人 |
| 長尾6丁目 | 628世帯   | 1,424人 |
| 長尾7丁目 | 988世帯   | 2,102人 |
| 計        | 5,016世帯 | 9,811人 |

### 人口の変遷
国勢調査による人口の推移。
| 年                 | 人口  |
| ------------------ | ----- |
| 1995年（平成7年）  | 8,376 |
| 2000年（平成12年） | 8,810 |
| 2005年（平成17年） | 8,792 |
| 2010年（平成22年） | 8,974 |
| 2015年（平成27年） | 9,003 |
| 2020年（令和2年）  | 9,112 |

### 世帯数の変遷
国勢調査による世帯数の推移。
| 年                 | 世帯数 |
| ------------------ | ------ |
| 1995年（平成7年）  | 3,432  |
| 2000年（平成12年） | 3,838  |
| 2005年（平成17年） | 3,959  |
| 2010年（平成22年） | 4,024  |
| 2015年（平成27年） | 4,118  |
| 2020年（令和2年）  | 4,238  |

## 学区
市立小・中学校に通う場合、学区は以下の通りとなる（2022年3月時点）。
| 丁目      | 番・番地等 | 小学校               | 中学校             |
| --------- | ---------- | -------------------- | ------------------ |
| 長尾1丁目 | 全域       | 川崎市立宿河原小学校 | 川崎市立稲田中学校 |
| 長尾2丁目 | 全域       | 川崎市立宿河原小学校 | 川崎市立稲田中学校 |
| 長尾3丁目 | 全域       | 川崎市立長尾小学校   | 川崎市立稲田中学校 |
| 長尾4丁目 | 全域       | 川崎市立稲田小学校   | 川崎市立稲田中学校 |
| 長尾5丁目 | 全域       | 川崎市立稲田小学校   | 川崎市立稲田中学校 |
| 長尾6丁目 | 全域       | 川崎市立長尾小学校   | 川崎市立稲田中学校 |
| 長尾7丁目 | 全域       | 川崎市立長尾小学校   | 川崎市立稲田中学校 |

## 事業所
2021年（令和3年）現在の経済センサス調査による事業所数と従業員数は以下の通りである。
| 丁目      | 事業所数  | 従業員数 |
| --------- | --------- | -------- |
| 長尾1丁目 | 30事業所  | 290人    |
| 長尾2丁目 | 14事業所  | 97人     |
| 長尾3丁目 | 13事業所  | 84人     |
| 長尾4丁目 | 17事業所  | 374人    |
| 長尾5丁目 | 28事業所  | 131人    |
| 長尾6丁目 | 16事業所  | 117人    |
| 長尾7丁目 | 25事業所  | 97人     |
| 計        | 143事業所 | 1,190人  |

### 事業者数の変遷
経済センサスによる事業所数の推移。
| 年                 | 事業者数 |
| ------------------ | -------- |
| 2016年（平成28年） | 144      |
| 2021年（令和3年）  | 143      |

### 従業員数の変遷
経済センサスによる従業員数の推移。
| 年                 | 従業員数 |
| ------------------ | -------- |
| 2016年（平成28年） | 1,104    |
| 2021年（令和3年）  | 1,190    |

## 交通

### 鉄道
当地にはかつて小田急電鉄の向ヶ丘遊園モノレールがあり、向ヶ丘遊園正門駅が設置されていたが、2000年に休止、翌年には正式に廃止され、当地を通る鉄道は現存しない。なお、域外ではあるが、徒歩圏内に宿河原駅などが所在する。

### バス
向ヶ丘遊園駅と、梶が谷駅や二子玉川駅を結ぶバス（東急バス高津営業所担当）や、登戸駅と川崎市バス菅生営業所を結ぶバス（同営業所担当）、同駅と藤子・F・不二雄ミュージアムを直行するバス（川崎市バス鷲ヶ峰営業所担当）、久地駅登戸駅とあじさい寺を結ぶ長尾台コミュニティバスあじさい号が、当地に乗り入れている。

### 道路
- 東名高速道路 - 最寄りのインターチェンジは東名川崎IC（宮前区）。
- 府中街道（神奈川県道・東京都道9号川崎府中線）

## 施設

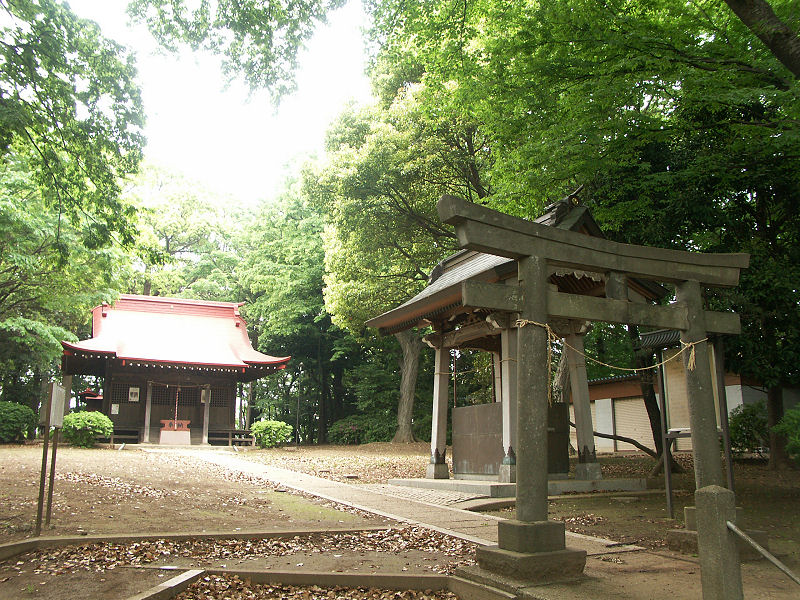
長尾神社（2006年5月17日）

- 向ヶ丘遊園跡地 - 森林については生田緑地に組み込まれる計画がある。
  - 生田緑地 ばら苑
  - 藤子・F・不二雄ミュージアム
  - 温浴施設 - 2023年竣工予定
  - 商業施設 - 2023年竣工予定
  - グランピング施設 - 2023年竣工予定
- 長尾神社 - 新年には射的祭（流鏑馬の一種）が行われる[7]。
- 長尾山妙楽寺 - 「あじさい寺」として知られる。
- 川崎市長尾こども文化センター
- 長尾会館

### 教育施設
- 川崎若葉幼稚園
- 川崎市立長尾小学校

### 研究施設
- 労働安全衛生総合研究所

## その他

### 日本郵便
- 郵便番号 : 214-0023[3]（集配局 : 登戸郵便局[32]）

### 警察
町内の警察の管轄区域は以下の通りである。
| 丁目      | 番・番地等 | 警察署     | 交番・駐在所       |
| --------- | ---------- | ---------- | ------------------ |
| 長尾1丁目 | 全域       | 多摩警察署 | 宿河原交番         |
| 長尾2丁目 | 全域       | 多摩警察署 | 向ヶ丘遊園駅前交番 |
| 長尾3丁目 | 全域       | 多摩警察署 | 宿河原交番         |
| 長尾4丁目 | 全域       | 多摩警察署 | 宿河原交番         |
| 長尾5丁目 | 全域       | 多摩警察署 | 宿河原交番         |
| 長尾6丁目 | 全域       | 多摩警察署 | 宿河原交番         |
| 長尾7丁目 | 全域       | 多摩警察署 | 宿河原交番         |